# Offene Tür (Lebensberatung)
Offene Türen sind psychologische und seelsorgerliche Beratungsstellen ohne lange Anmeldezeiten. Sie bieten im persönlichen Gespräch Lebensberatung, Krisenbegleitung und Seelsorge für Menschen in sozialen, seelischen und religiösen Notlagen an. Träger sind die beiden großen Kirchen, die Beratung erfolgt aber ohne Ansehen der religiösen Ausrichtung und weitestgehend weltanschaulich neutral und respektvoll.
Zur Arbeit gehört die Beratung in akuten Krisen und menschlichen Konfliktsituationen. In einem zweiten Schritt wird eine weiterführende Beratung geleistet und gegebenenfalls an spezifische Fachstellen verwiesen. Sie halten Informationen über kirchliche und soziale und therapeutische Einrichtungen bereit. Aber auch eine weiterführende psychologische Beratung und seelsorgerliche und geistliche Begleitung gehören zum Spektrum der Beratungsstellen.